# Faust (Goethe)
Goetheov Faust je tragedija objavljena u dva dijela: Faust: der Tragödie erster Teil (prevedeno kao Faust: 1. dio tragedije) i Faust: der Tragödie zweiter Teil (Faust: 2. dio tragedije). Najslavnije je i najčešće citirano Goetheovo djelo, a mnogi ga smatraju jednim od najvećih djela njemačke književnosti.
Goethe se dramom bavio cijeli život tako da je i s obzirom na to riječ o njegovu životnom djelu. Najraniji dijelovi tragedije poznati kao Ur-Faust nastajali su između 1772. i 1775. godine, a pronađeni su u ostavštini dvorske gospođice Luise pl. Göchhausen stotinjak godina kasnije (1887.). Iduća verzija drame objavljena je 1790. godine pod naslovom Faust. Fragment.
Goethe na poticaj Friedricha Schillera sve intenzivnije radi na prvom dijelu drame koji dovršava 1806., a objavljuje 1808. godine. Nakon izdanja iz 1808. sljedeće prerađeno izdanje prvog dijela objavljeno je tek 1828. – 1829. i to je bilo posljednje izdanje koje je uredio sam Goethe. 
Goethe na drugom dijelu drame radi od 1825. do ljeta 1831. godine da bi rukopis zapečatio i naredio da ga se objavi tek nakon njegove smrti 1832. godine. 
U središtu radnje stoji povijesni lik doktora Fausta koji u prvom dijelu drame skapa okladu s vragom, Mefistom, te se s njim upućuje u tzv. 'mali svijet' građanskog društva. U drugom dijelu putovanje se nastavlja u tzv. 'veliki svijet', politički svijet feudalnog društva, pri čemu se drama pretvara iz tragedije Fausta kao znanstvenika i ljubavnika (u prvom dijelu) u parabolu o čovječanstvu prikazanom u nizu scena iz antičkog svijeta i srednjega vijeka (u drugom dijelu), koje vrhune u Faustovu nastojanju da gradnjom ogromnih nasipa moru otme tlo te ga pretvori u plodnu "slobodnu zemlju za slobodni puk".

## Vanjske poveznice
- Faust, dio prvi iz projekta Gutenberg (njemački)
- Faust, dio drugi iz projekta Gutenberg (njemački)
- Faust, dio prvi iz projekta Gutenberg (engleski prijevod Bayarda Taylora)
- Faust dostupan na Internet Arhivu, skenirane ilustrirane knjige
- Faust, dio drugi dostupan na digbib.org (njemački)